# Mroczne wody
Mroczne wody (ang. Dark Waters) – amerykański dramat biograficzny z 2019 roku w reżyserii Todda Haynesa. W głównej roli wystąpił Mark Ruffalo. Film miał premierę 22 listopada 2019 roku.

## Fabuła
Robert Bilott, mecenas pracujący w kancelarii obsługującej wiodące amerykańskie korporacje, odwiedzając rodzinne strony zostaje poproszony przez lokalnych rolników o pomoc w uzyskaniu odszkodowania z tytułu masowego wymierania ich zwierząt rolnych. Podczas badania sprawy prawnik dochodzi do wniosku, że za sprawą masowych zgonów stoi jeden z największych na świecie koncernów chemicznych. Postanawia zaangażować się w sprawę całym sobą, aby ujawnić prawdę na temat zanieczyszczeń.

## Obsada
- Mark Ruffalo jako Robert Bilott
- Anne Hathaway jako Sarah Bilott
- Bill Pullman jako Harry Dietzler
- Tim Robbins jako Tom Terp
- William Jackson Harper jako James Ross
- Bill Camp jako Wilbur Tennant
- Victor Garber jako Phil Donnelly
- Mare Winningham jako Darlene Kiger[1]

## Produkcja
Zdjęcia do filmu kręcono w miejscowościach Cincinnati, Hamilton oraz Springdale w stanie Ohio w Stanach Zjednoczonych.

## Odbiór

### Reakcja krytyków
Film spotkał się z pozytywną reakcją krytyków. W agregatorze recenzji Rotten Tomatoes 89% z 236 recenzji uznano za pozytywne, a średnia ocen wyniosła 7,3 na 10. Z kolei w agregatorze Metacritic średnia ważona ocen z 38 recenzji wyniosła 73 punktów na 100.

## Nagrody i nominacje
| Nagroda  | Kategoria                                                                        | Wynik     |
| -------- | -------------------------------------------------------------------------------- | --------- |
| Satelity | Najlepszy aktor w dramacie (Mark Ruffalo)                                        | nominacja |
| Satelity | Najlepszy scenariusz adaptowany (Mario Correa, Matthew Carnahan, Nathaniel Rich) | nominacja |
| César    | Najlepszy film zagraniczny (Todd Haynes)                                         | nominacja |